# Reisekosten
Reisekosten sind alle Kosten, die im Zusammenhang mit einer Reise entstehen wie beispielsweise Transportkosten (Fahrtkosten für Auto, Eisenbahn, Flugzeug oder Schiff), Übernachtungskosten, Verpflegungsmehraufwand und Reisenebenkosten.

## Betriebsausgaben/Werbungskosten
Ob und inwieweit Reisekosten steuerlich berücksichtigungsfähig sind, hängt davon ab, ob eine Reise beruflich bzw. betrieblich veranlasst ist. Ist eine berufliche oder betriebliche Veranlassung gegeben, sind die Reisekosten bei Selbständigen Betriebsausgaben bzw. bei Arbeitnehmern Werbungskosten. Werden allerdings Kosten ersetzt, so ergeben sich bei Dienstreisen von Arbeitnehmern Abgrenzungsfragen.

## Fahrtkosten
Die Wahl des Verkehrsmittels steht dem Reisenden frei. Bei Benutzung eines Mietwagens oder eines öffentlichen Verkehrsmittels (Flugzeug, Zug, Nahverkehr, Fähre) sind die Aufwendungen in der nachgewiesenen Höhe abzugsfähig. Benutzt der Reisende für die Geschäftsreise einen Dienstwagen, sind die Aufwendungen in den Betriebsausgaben des Arbeitgebers bzw. Unternehmers enthalten. Verwendet er dagegen ein Privatfahrzeug, stehen verschiedene Varianten zur Auswahl:
a) Abzug der anteiligen tatsächlichen Kosten gemäß Einzelnachweis,
b) Abzug eines – anhand tatsächlicher Kosten ermittelten – fahrzeugindividuellen Kilometersatzes oder 
c) Abzug einer Kilometerpauschale von 0,30 € je gefahrenem Kilometer (in Österreich 0,50 € pro km). 
Zu a)
Der Einzelnachweis setzt voraus, dass die Gesamtkosten des Fahrzeugs, die Jahresfahrleistung und die beruflich gefahrenen Kilometer anhand eines Fahrtenbuchs nachgewiesen werden. Der Nachweis der tatsächlichen Aufwendungen kann auch dadurch erfolgen, dass sämtliche Aufwendungen (Steuern, Haftpflicht, Kaskoversicherung, Abschreibung, Betriebskosten, Reparaturen und Pflegedienst) in einfachen Aufzeichnungen festgehalten und mit Quittungen belegt werden. 
Zu b) 
Eine Pauschalierung setzt voraus, dass der Umfang der auf einer Geschäftsreise zurückgelegten Fahrkilometer festgehalten wird (z. B. in einem Fahrtenbuch oder in der Reisekostenabrechnung). Der fahrzeugindividuelle Kilometersatz kann durch Einzelnachweis über einen Zeitraum von 12 Monaten ermittelt werden und auch in den Folgejahren – bis zu einer wesentlichen Änderung der Verhältnisse – angewendet werden.
Zu c)
Die deutsche Kilometerpauschale beträgt bei Kraftwagen 0,30 €, bei Motorrädern und Motorrollern 0,20 €. Die Kilometerpauschale für Fahrräder oder Mitnahme weiterer Personen ist zum 1. Januar 2014 entfallen.
Die Kilometerpauschale in Österreich beträgt seit 1. Juli 2025 0,50 €, unabhängig davon, ob ein Kraftwagen, ein Motorrad oder ein Fahrrad benutzt wird. Für mitbeförderte Personen können 0,15 € geltend gemacht werden.
Mit diesen Pauschbeträgen sind sämtliche üblicherweise mit dem Betrieb des Fahrzeugs verbundenen Aufwendungen abgegolten, also insbesondere Kraftfahrzeugsteuern, Versicherungsprämien, übliche Reparaturkosten, Aufwendungen für die Garage und die Zinsen für einen Kredit zur Anschaffung eines Pkw. Nicht abgegolten sind jedoch die Aufwendungen, die ihrer Natur nach außergewöhnlich und nicht vorhersehbar sind. Insbesondere Unfallschäden (auf der beruflichen/betrieblichen Fahrt) und Aufwendungen infolge eines Fahrzeugdiebstahls sind abzugsfähig.
Zu den Fahrtkosten zählen die Aufwendungen für Hin- und Rückfahrt, Fahrten am Reiseziel und für Zwischenheimfahrten bei länger dauernden Geschäfts-(Dienst-)reisen.
Da der Pauschbetrag in Anbetracht ständig steigender Kraftfahrzeugkosten unter den tatsächlichen Aufwendungen liegt, empfiehlt sich der Nachweis der tatsächlichen Kosten in den Fällen, in denen der private Pkw nicht nur gelegentlich für Dienstreisen verwendet wird.
Die Aufwendungen für Fahrten zwischen Wohnung und erster Tätigkeitsstätte sind keine Reisekosten. Fährt ein Arbeitnehmer morgens von seiner Wohnung zur Arbeitsstelle und führt anschließend eine Dienstreise durch (besucht z. B. im Auftrag des Arbeitgebers Kunden oder Lieferanten), um nach Erledigung dieser Aufgaben unmittelbar nach Hause zurückzufahren, ist die Gesamtstrecke aufzuteilen: Für die morgendliche Fahrt zwischen Wohnung und Arbeitsstelle ist die halbe gesetzliche Entfernungspauschale anzusetzen und die Fahrtstrecke aus Anlass der Dienstreise und die anschließende Fahrtstrecke nach Hause ist nach Reisekostengrundsätzen zu berücksichtigen.

## Übernachtungskosten
Als Übernachtungskosten sind die tatsächlich entstandenen Kosten (Hotel, Herberge, Fremdenzimmer, Appartement und Zweitwohnung) anzuerkennen. Nebenkosten zur Übernachtung (Garage, Minibar, Fernseher, Telefon) sind keine Übernachtungskosten. Lässt sich der Kostenanteil für das Frühstück nicht feststellen, ist der Gesamtbetrag bei einer Übernachtung im Inland um 4,80 EUR (20 % von 24 EUR) und bei einer Übernachtung im Ausland um 20 % des für den betreffenden Staat geltenden Pauschbetrags für Verpflegungsmehraufwand zu kürzen. 
Beispiel: Eine inländische Hotelrechnung lautet „Übernachtung mit Frühstück 106,50 €“. Zur Ermittlung der Übernachtungskosten sind abzuziehen 20 % von 24 €, d. h. 4,80 €. Steuerfrei ersetzbare Kosten der Unterkunft liegen i. H. v. 101,70 € vor.
Bei Übernachtungen im Inland müssen die Übernachtungskosten grundsätzlich im Einzelnen nachgewiesen werden. Sie können geschätzt werden, wenn sie dem Grunde nach zweifelsfrei entstanden sind (→ BFH vom 12. September 2001 – BStBl II S. 775). Die in diesem Zusammenhang oft genannte Übernachtungspauschale von 20,00 Euro bezieht sich nur auf die weiter unten beschriebene Möglichkeit der steuerfreien Erstattung von Aufwendungen durch den Arbeitgeber. Meist wird sie jedoch auch von den Finanzämtern anerkannt, außer bei Übernachtung im Fahrzeug.
Des Weiteren ist zu beachten, dass die tatsächlich entstandenen Kosten nicht mit der Übernachtungspauschale in einer Reise gemischt werden dürfen.

## Verpflegungsmehraufwand
Als Verpflegungsmehraufwand werden zusätzliche Kosten für Verpflegung bezeichnet, die eine Person während einer beruflich bedingten Tätigkeit außerhalb der eigenen Wohnung und außerhalb der ersten Tätigkeitsstätte zu tragen hat. Dieser Mehraufwand kann, je nach Beschäftigungsverhältnis, als Betriebsausgaben (§ 4 Abs. 5 Satz 1 Nr. 5 EStG) oder als Werbungskosten (§ 9 Absatz 4a EStG) geltend gemacht werden. 
Da die Ermittlung der tatsächlich angefallenen Mehraufwendungen im Einzelfall zu aufwändig oder nicht möglich ist, sieht das deutsche Reisekostenrecht Pauschalbeträge vor, die abhängig von Reisedauer und Reiseziel geltend gemacht werden können.
Weitere Informationen siehe unter Verpflegungsmehraufwand.

## Reisenebenkosten
Aus Anlass einer Dienstreise sind die verschiedensten Nebenkosten denkbar: Hotelgarage, berufliche Telefongespräche oder Telefaxübermittlungen, Parkgebühren, Maut, Flugticket und Kosten des Fährtransportes, ebenso damit zusammenhängende Umbuchungs- oder Stornierungskosten. Voraussetzung für die Abzugsfähigkeit dieser Kosten ist der belegmäßige Nachweis. Gebühren für Gepäckaufbewahrung, Parkuhren, Trinkgelder und Ähnliches können durch Eigenbelege glaubhaft gemacht werden.

## Reisekostenerstattung durch den Arbeitgeber
Reisekosten, die einem Arbeitnehmer entstehen, kann der Arbeitgeber steuerfrei erstatten (§ 3 Nr. 13 bzw. Nr. 16 EStG). Die Reisekosten, die der Arbeitgeber steuerfrei erstattet hat, sind nicht mehr im Rahmen der Einkommensteuerveranlagung als Werbungskosten abzugsfähig (§ 3c Abs. 1 EStG).
Der Arbeitgeber kann festlegen, dass jeweils nur die günstigste Alternative als Erstattungsgrundlage herangezogen wird. Dann muss er jedoch auch die entstehenden zusätzlichen Zeiten z. B. für die Benutzung öffentlicher Verkehrsmittel ertragen.
Es ist zu unterscheiden zwischen den entstandenen tatsächlichen Kosten, die steuerlich absetzbar sind, und den vom Arbeitgeber erstatteten Kosten, die gemäß dessen Reisekostenordnung niedriger sein können (insbesondere im öffentlichen Dienst und bei Körperschaften des öffentlichen Rechts). Der Differenzbetrag kann in der Einkommensteuererklärung geltend gemacht werden. Dazu muss der Arbeitnehmer eine Kopie der Abrechnung und der Buchungen der Erstattung einreichen und der Arbeitgeber muss dem Finanzamt des Arbeitnehmers gemäß Abgabenordnung (AO) die Originalbelege vorweisen können.

### Fahrtkosten
Als Fahrtkosten sind höchstens die tatsächlich entstandenen Kosten (mit Flugzeug, Zug und ÖPNV, Fähre oder Taxi) erstattungsfähig. Führt der Arbeitnehmer die Auswärtstätigkeit mit seinem eigenen Fahrzeug durch, kann der Arbeitgeber Fahrtkosten z. B. für einen in Deutschland zugelassenen PKW von 0,20 oder 0,38 €/km steuerfrei erstatten, je nachdem, ob die Kleine oder Große Wegstrecken-Entschädigung zur Anwendung kommt.

### Fahrtnebenkosten
Auch Fahrtnebenkosten sind Reisenebenkosten. Park- und Straßenbenutzungsgebühren sind wie die Fahrtkosten erstattungsfähig. Dazu gehören auch Auslagen für Straßenkarten, typische Fahrzeugputzmittel und fahrzeugtypische Verbrauchsstoffe.

### Unfallkosten
Unfallkosten werden gegenüber dem Veranlasser der Reise abgerechnet, Kosten aus der Selbstbeteiligung trägt ebenfalls der Veranlasser der Reise. Nur bei gerichtlich festgestellter grober Fahrlässigkeit kann der Arbeitgeber die Übernahme der Unfallkosten verweigern.

### Übernachtungskosten
Die Kosten sind in nachgewiesener Höhe erstattungsfähig. Inländische Übernachtungskosten kann der Arbeitgeber auch mit 20 € pro Übernachtung pauschalieren, wenn feststeht, dass der Arbeitnehmer auswärts übernachtet hat und ihm tatsächlich Kosten entstanden sind. Schon bisher wurden Übernachtungen in der eigenen Wohnung (z. B. Zweitwohnung), in einem Fahrzeug (z. B. Fernfahrer übernachten im LKW) oder in der vom Arbeitgeber gestellten Unterkunft (z. B. Bauarbeiter übernachtet im Baucontainer des Arbeitgebers) nicht zur Kostenerstattung zugelassen. Seit 1. Januar 2008 ist diese Regelung allerdings anders definiert.

### Verpflegungsmehraufwand
Zur Abgeltung des berufsbedingten Mehraufwandes für Verpflegung können die steuerlichen Pauschalen für Verpflegungsmehraufwand steuerfrei gezahlt werden.

## Reisekosten bei Beschäftigten des öffentlichen Dienstes
Für Beamte, Soldaten, Richter und Arbeitnehmer des öffentlichen Dienstes in Deutschland sind die Reisekosten, die der Dienstherr bzw. Arbeitgeber zu tragen hat, als Nebengebührnisse durch das Bundesreisekostengesetz bzw. die Reisekostengesetze der einzelnen Bundesländer geregelt.

## Fehlerhafte Abrechnungen
Der Arbeitnehmer hat die persönliche Verantwortung für die Kontrolle der eigenen Abrechnungen. Bewusste und vorsätzliche falsche Angaben oder die billigende Inkaufnahme einer Täuschung oder Schädigung des Arbeitgebers durch unrichtige Angaben rechtfertigen beispielsweise im deutschen Arbeitsrecht eine fristlose Kündigung. Fehlerhafte Spesenabrechnungen sind in Medien als der häufigste Grund für Kündigungen des Arbeitgebers in Konfliktsituationen genannt worden.